# Varuna (geslacht)
Varuna is een geslacht van kreeftachtigen uit de klasse van de Malacostraca (hogere kreeftachtigen).

## Soorten
- Varuna litterata (Fabricius, 1798)
- Varuna yui Hwang & Takeda, 1986